# Адам Ханга
Адам Ханга (мађ. Ádám Hanga; Будимпешта, 12. април 1989) мађарски је кошаркаш. Игра на позицијама бека и крила.

## Биографија
Ханга је рођен у Будимпешти, од оца из Екваторијалне Гвинеје и мајке Мађарице. Сениорску каријеру је започео у сезони 2006/07. у екипи Албакомпа и тамо се задржао наредних пет сезона. На НБА драфту 2011. године одабран је као 59. пик од стране Сан Антонио спарса. Исте године потписао је за Манресу, са којом је провео наредне две сезоне. У јулу 2013. године потписао је четворогодишњи уговор са Саски Басконијом. Током сезоне 2014/15. био је на позајмици у Авелину, након чега се вратио у Басконију. Док је играо за Басконију добио је награду за најбољег одбрамбеног играча Евролиге за сезону 2016/17. У августу 2017. потписао је за Барселону. Провео је наредне четири сезоне у Барселони и током тог периода је освојио једну титулу првака Шпаније као и три трофеја Купа Краља. У јулу 2021. потписао је двогодишњи уговор са Реал Мадридом. За две сезоне у Реалу освојио је једну Евролигу, једном је био првак Шпаније и два пута освајач шпанског Суперкупа. У јулу 2023. потписао је двогодишњи уговор са београдском Црвеном звездом. Годину дана је провео у Звезди након чега се вратио у Шпанију и потписао за Хувентуд.
Са репрезентацијом Мађарске наступао је на Европском првенству 2017. године.

## Успеси

### Клупски
- Барселона:
  - Првенство Шпаније (1): 2020/21.
  - Куп Шпаније (3): 2018, 2019, 2021.

- Реал Мадрид:
  - Евролига (1): 2022/23.
  - Првенство Шпаније (1): 2021/22.
  - Суперкуп Шпаније (2): 2021, 2022.

- Црвена звезда:
  - Јадранска лига (1): 2023/24.
  - Куп Радивоја Кораћа (1): 2024.

### Појединачни
- Најбољи одбрамбени играч Евролиге (1): 2016/17.